# 언어놀이
언어놀이(독일어: Sprachspiel, 영어: language-game)는 루트비히 비트겐슈타인이 제안한 철학적 개념이다. 이것은 언어 사용의 단순한 실례들과 언어들이 짜여진 활동을 언급한 것이다(referring to simple examples of language use and the actions into which the language is woven). 비트겐슈타인은 언어가 마치 놀이처럼 다양한 인간 활동으로 구성되어 사용된다는 것을 보이기 위해 이 개념을 창안하였다. 

## 개요
비트겐슈타인은 언어놀이의 개념을 체계적으로 정리하지는 않았지만 여러 가지 예를 통하여 설명하였다. 비트겐슈타인은 그의 저서 《철학 탐구》에서 "언어놀이에는 무수히 많은 다양한 예가 존재하며, 예를 들면 명령하고-명령에 따라 행동하기, 관찰이나 측량에 따라 대상을 기술하기, ……, 사건 과정을 추정하기, 노래하기, 익살부리기, 등과 같은 것이 있다"라고 설명하였다. 따라서, 이러한 언어놀이는 확고한 정의로 설명할 수 없으며 오히려 여러 종류에서 발견되는 서로 중첩되고 유사한 특징을 파악할 수 있다. 비트겐슈타인은 이를 가족유사성이라고 표현하였다.
| “ | 얼마나 많은 문장들이 존재하는가? 가령 주장, 물음, 그리고 명령? 이런 종류는 무수히 많다. 우리가 ‘기호들’, ‘낱말들’, ‘문장들’이라고 부르는 모든 것에서 무수히 많은 상이한 종류의 사용이 존재한다. 그리고 이 모든 것은 고정된 것도 딱 잘라 말할 수 있는 것도 아니다. …… 새로운 유형의 언어놀이가 생기고 낡은 것은 잊혀진다. | ” |
|   | — 비트겐슈타인, 《철학 탐구》 |   |

## 영향
비트겐슈타인의 이러한 생각은 그의 유명한 문구 “언어의 의미는 사용에 있다”와 함께 20세기 중후반의 철학에 지대한 영향을 주었다. 비트겐슈타인의 언어에 대한 사항은 일상 언어 철학 학파가 수립되는 밑바탕이 되었고, 더 넓게는 칼 오토 아펠을 비롯한 20세기 철학자들의 사상에 영향을 주었다.